# Liste der denkmalgeschützten Objekte in Deutsch Goritz
Die Liste der denkmalgeschützten Objekte in Deutsch Goritz enthält die 7 denkmalgeschützten, unbeweglichen Objekte der österreichischen Gemeinde Deutsch Goritz im steirischen Bezirk Südoststeiermark.

## Denkmäler
| Foto |                 | Denkmal                                                                 | Standort                                                   | Beschreibung | Metadaten |
| ---- | --------------- | ----------------------------------------------------------------------- | ---------------------------------------------------------- | --- | --- |
| ja   | Datei hochladen | Pfarrhof HERIS-ID: 9634 Objekt-ID: 5612                                 | Deutsch Goritz 25 Standort KG: Deutsch Goritz              | | BDA-Hist.: Q38042103 Status: § 2a Stand der BDA-Liste: 2025-06-30 Name: Pfarrhof GstNr.: .22/1, .37 Pfarrhof (Deutsch Goritz) |
| ja   | Datei hochladen | Kath. Pfarrkirche Unbefleckte Empfängnis HERIS-ID: 9633 Objekt-ID: 5611 | Deutsch Goritz 25 Standort KG: Deutsch Goritz              | | BDA-Hist.: Q38042083 Status: § 2a Stand der BDA-Liste: 2025-06-30 Name: Kath. Pfarrkirche Unbefleckte Empfängnis GstNr.: .22/1 Kath. Pfarrkirche Unbefleckte Empfängnis (Deutsch Goritz)                                                   |
| ja   | Datei hochladen | Kapelle HERIS-ID: 9642 Objekt-ID: 5620                                  | Standort KG: Oberspitz                                     | | BDA-Hist.: Q38042337 Status: § 2a Stand der BDA-Liste: 2025-06-30 Name: Kapelle GstNr.: .37 |
| ja   | Datei hochladen | Wallfahrtskirche Maria Helfbrunn HERIS-ID: 9479 Objekt-ID: 5453         | Ratschendorf Standort KG: Ratschendorf                     | Die Wallfahrten in Maria Helfbrunn begannen im 18. Jahrhundert. 1856 wurde eine Kirche beim Brunnen erbaut, die 1898 erweitert und vergrößert wurde. | BDA-Hist.: Q38037717 Status: § 2a Stand der BDA-Liste: 2025-06-30 Name: Wallfahrtskirche Maria Helfbrunn GstNr.: .126 Maria Helfbrunn |
| ja   | Datei hochladen | Brunnengrotte HERIS-ID: 9480 Objekt-ID: 5454                            | Standort KG: Ratschendorf                                  | 1881 wurde die Quelle bei Maria Helfbrunn in einer Kapelle gefasst, die im Inneren die Form einer Lourdesgrotte hat. | BDA-Hist.: Q38037728 Status: § 2a Stand der BDA-Liste: 2025-06-30 Name: Brunnengrotte GstNr.: .126 Maria Helfbrunn |
| ja   | Datei hochladen | Hügelgräber Hügelstaudach HERIS-ID: 9487 Objekt-ID: 5461                | Hügelstaudach Standort KG: Ratschendorf                    | Das Gräberfeld mit 36 Tumuli ist der Rest eines größeren Komplexes, im 19. Jahrhundert waren um die 100 bekannt, auch gab es Funde außerhalb des heutigen Areals. 2009 erfolgte eine Notgrabung aufgrund eines umgestürzten Baums. Das Gräberfeld ist römerzeitlich, die Beziehung zu einem in der Nähe liegenden römerzeitlichen Friedhof ist unklat. | BDA-Hist.: Q38037880 Status: § 57-Mandatsbescheid Stand der BDA-Liste: 2025-06-30 Name: Hügelgräber Hügelstaudach GstNr.: 2047, 2048, 2049, 2051, 2052, 2053, 2054, 2074, 2075, 2077, 2078, 2079, 2081, 2082, 2083 Nekropole Hügelstaudach |
| ja   | Datei hochladen | Bildstock, Pestkreuz HERIS-ID: 9640 Objekt-ID: 5618                     | bei Schrötten bei Deutsch Goritz 37 Standort KG: Schrötten | | BDA-Hist.: Q38042254 Status: § 2a Stand der BDA-Liste: 2025-06-30 Name: Bildstock, Pestkreuz GstNr.: 515 |